# UEFA Champions League gruppespil 2008-09
UEFA Champions League 2008-09 gruppespil er en uddybning af hver enkelt af de 96 kampe i gruppespillene i 2011-12-udgaven af UEFA Champions League med facts om målresultatre, tilskuertal, dommernavn, spillested, etc.

## Gruppe A
| Pos | Hold     | K | V | U | T | Mf | Mi | +/- | P  |
| --- | -------- | - | - | - | - | -- | -- | --- | -- |
| 1   | Roma     | 6 | 4 | 0 | 2 | 12 | 6  | +6  | 12 |
| 2   | Chelsea  | 6 | 3 | 2 | 1 | 9  | 5  | +4  | 11 |
| 3   | Bordeaux | 6 | 2 | 1 | 3 | 5  | 11 | -6  | 7  |
| 4   | CFR Cluj | 6 | 1 | 1 | 4 | 5  | 9  | -4  | 4  |

|          | BOR | CHE | CLU | ROM |
| -------- | --- | --- | --- | --- |
| Bordeaux | –   | 1–1 | 1–0 | 1–3 |
| Chelsea  | 4–0 | –   | 2–1 | 1–0 |
| Cluj     | 1–2 | 0–0 | –   | 1–3 |
| Roma     | 2-0 | 3-1 | 1-2 | –   |

| 16. september 2008 20:45 |

| Chelsea                                                | 4 – 0   | Bordeaux |
| ------------------------------------------------------ | ------- | -------- |
| Lampard 14' · J. Cole 30' · Malouda 82' · Anelka 90+2' | rapport |          |

| Stamford Bridge, London Tilskuere: 39,635 Dommer: Pieter Vink (Netherlands) |

| 16. september 2008 20:45 |

| Roma        | 1 – 2   | CFR Cluj         |
| ----------- | ------- | ---------------- |
| Panucci 17' | rapport | Culio 27', 49' · |

| Stadio Olimpico, Rom Tilskuere: 25,382 Dommer: Yuri Baskakov (Russia) |

| 1. oktober 2008 20:45 |

| CFR Cluj | 0 – 0   | Chelsea |
| -------- | ------- | ------- |
|          | rapport |         |

| Stadionul Dr. Constantin Rădulescu, Cluj-Napoca Tilskuere: 20,320 Dommer: Florian Meyer (Tyskland) |

| 1. oktober 2008 20:45 |

| Bordeaux     | 1 – 3   | Roma                                    |
| ------------ | ------- | --------------------------------------- |
| Gourcuff 18' | rapport | Vučinić 64' · Júlio Baptista 71', 83' · |

| Stade Chaban Delmas, Bordeaux Tilskuere: 26,920 Dommer: Alberto Undiano Mallenco (Spanien) |

| 22. oktober 2008 20:45 |

| Bordeaux       | 1 – 0   | CFR Cluj |
| -------------- | ------- | -------- |
| Cadú 54' (sm.) | rapport |          |

| Stade Chaban Delmas, Bordeaux Tilskuere: 26,213 Dommer: Ivan Bebek (Croatia) |

| 22. oktober 2008 20:45 |

| Chelsea   | 1 – 0   | Roma |
| --------- | ------- | ---- |
| Terry 77' | rapport |      |

| Stamford Bridge, London Tilskuere: 41,002 Dommer: Kyros Vassaras (Greece) |

| 4. november 2008 20:45 |

| CFR Cluj | 1 – 2   | Bordeaux                   |
| -------- | ------- | -------------------------- |
| Dani 9'  | rapport | Gourcuff 6' · Wendel 38' · |

| Stadionul Dr. Constantin Rădulescu, Cluj-Napoca Tilskuere: 19,380 Dommer: Massimo Busacca (Switzerland) |

| 4. november 2008 20:45 |

| Roma                           | 3 – 1   | Chelsea     |
| ------------------------------ | ------- | ----------- |
| Panucci 34' · Vučinić 48', 58' | rapport | Terry 75' · |

| Stadio Olimpico, Rom Tilskuere: 35,038 Dommer: Luis Medina Cantalejo (Spanien) |

| 26. november 2008 20:45 |

| Bordeaux   | 1 – 1   | Chelsea      |
| ---------- | ------- | ------------ |
| Diarra 83' | rapport | Anelka 60' · |

| Stade Chaban Delmas, Bordeaux Tilskuere: 32,486 Dommer: Frank De Bleeckere (Belgium) |

| 26. november 2008 20:45 |

| CFR Cluj    | 1 – 3   | Roma                          |
| ----------- | ------- | ----------------------------- |
| Y. Koné 30' | rapport | Brighi 11', 64' · Totti 23' · |

| Stadionul Dr. Constantin Rădulescu, Cluj-Napoca Tilskuere: 19,292 Dommer: Lucílio Batista (Portugal) |

| 9. december 2008 20:45 |

| Chelsea                | 2 – 1   | CFR Cluj      |
| ---------------------- | ------- | ------------- |
| Kalou 40' · Drogba 71' | rapport | Y. Koné 55' · |

| Stamford Bridge, London Tilskuere: 41,060 Dommer: Peter Fröjdfeldt (Sverige) |

| 9. december 2008 20:45 |

| Roma                   | 2 – 0   | Bordeaux |
| ---------------------- | ------- | -------- |
| Brighi 61' · Totti 79' | rapport |          |

| Stadio Olimpico, Rom Tilskuere: 38,926 Dommer: Herbert Fandel (Tyskland) |

## Gruppe B
| Pos | Hold          | K | V | U | T | Mf | Mi | +/- | P  |
| --- | ------------- | - | - | - | - | -- | -- | --- | -- |
| 1   | Panathinaikos | 6 | 3 | 1 | 2 | 8  | 7  | +1  | 10 |
| 2   | Inter         | 6 | 2 | 2 | 2 | 8  | 7  | +1  | 8  |
| 3   | Werder Bremen | 6 | 1 | 4 | 1 | 7  | 9  | -2  | 7  |
| 4   | Anorthosis    | 6 | 1 | 3 | 2 | 8  | 8  | 0   | 6  |

|               | ANO | INT | PAN | WER |
| ------------- | --- | --- | --- | --- |
| Anorthosis    | –   | 3-3 | 3-1 | 2-2 |
| Inter         | 1-0 | –   | 0-1 | 1-1 |
| Panathinaikos | 1-0 | 0-2 | –   | 2-2 |
| Werder Bremen | 0-0 | 2-1 | 0-3 | –   |

| 16. september 2008 20:45 |

| Panathinaikos | 0 – 2   | Internazionale              |
| ------------- | ------- | --------------------------- |
|               | rapport | Mancini 27' · Adriano 85' · |

| Olympic stadion, Athen Tilskuere: 58,378 Dommer: Manuel Mejuto González (Spanien) |

| 16. september 2008 20:45 |

| Werder Bremen | 0 – 0   | Anorthosis |
| ------------- | ------- | ---------- |
|               | rapport |            |

| Weserstadion, Bremen Tilskuere: 34,690 Dommer: Craig Thomson (Scotland) |

| 1. oktober 2008 20:45 |

| Anorthosis                                           | 3 – 1   | Panathinaikos           |
| ---------------------------------------------------- | ------- | ----------------------- |
| Sarriegi 11' (sm.) · Dobrasinović 15' · Hawar M. 78' | rapport | Salpigidis 28' (str.) · |

| GSP stadion, Nicosia Tilskuere: 19,259 Dommer: Eric Braamhaar (Netherlands) |

| 1. oktober 2008 20:45 |

| Internazionale | 1 – 1   | Werder Bremen |
| -------------- | ------- | ------------- |
| Maicon 13'     | rapport | Pizarro 62' · |

| San Siro, Milano Tilskuere: 32,965 Dommer: Ľuboš Micheľ (Slovakia) |

| 22. oktober 2008 20:45 |

| Internazionale | 1 – 0   | Anorthosis |
| -------------- | ------- | ---------- |
| Adriano 44'    | rapport |            |

| San Siro, Milano Tilskuere: 27,247 Dommer: Howard Webb (England) |

| 22. oktober 2008 20:45 |

| Panathinaikos     | 2 – 2   | Werder Bremen                   |
| ----------------- | ------- | ------------------------------- |
| Mantzios 36', 68' | rapport | Mertesacker 29' · Almeida 82' · |

| Olympic stadion, Athen Tilskuere: 54,089 Dommer: Mike Riley (England) |

| 4. november 2008 20:45 |

| Anorthosis                              | 3 – 3   | Internazionale                             |
| --------------------------------------- | ------- | ------------------------------------------ |
| Bardon 31' · Panagi 45+1' · Frousos 50' | rapport | Balotelli 13' · Materazzi 44' · Cruz 80' · |

| GSP stadion, Nicosia Tilskuere: 17,140 Dommer: Laurent Duhamel (France) |

| 4. november 2008 20:45 |

| Werder Bremen | 0 – 3   | Panathinaikos                                 |
| ------------- | ------- | --------------------------------------------- |
|               | rapport | Mantzios 58' · Karagounis 70' · Tziolis 83' · |

| Weserstadion, Bremen Tilskuere: 35,968 Dommer: Viktor Kassai (Hungary) |

| 26. november 2008 20:45 |

| Internazionale | 0 – 1   | Panathinaikos  |
| -------------- | ------- | -------------- |
|                | rapport | Sarriegi 69' · |

| San Siro, Milano Tilskuere: 34,955 Dommer: Tom Henning Øvrebø (Norway) |

| 26. november 2008 20:45 |

| Anorthosis               | 2 – 2   | Werder Bremen                    |
| ------------------------ | ------- | -------------------------------- |
| Nicolaou 62' · Sávio 68' | rapport | Diego 72' (str.) · Almeida 87' · |

| GSP stadion, Nicosia Tilskuere: 18,461 Dommer: Manuel Mejuto González (Spanien) |

| 9. december 2008 20:45 |

| Panathinaikos  | 1 – 0   | Anorthosis |
| -------------- | ------- | ---------- |
| Karagounis 69' | rapport |            |

| Olympic stadion, Athen Tilskuere: 59,872 Dommer: Bertrand Layec (France) |

| 9. december 2008 20:45 |

| Werder Bremen               | 2 – 1   | Internazionale    |
| --------------------------- | ------- | ----------------- |
| Pizarro 63' · Rosenberg 81' | rapport | Ibrahimović 88' · |

| Weserstadion, Bremen Tilskuere: 35,000 Dommer: Pieter Vink (Netherlands) |

## Gruppe C
| Pos | Hold            | K | V | U | T | Mf | Mi | +/- | P  |
| --- | --------------- | - | - | - | - | -- | -- | --- | -- |
| 1   | Barcelona       | 6 | 4 | 1 | 1 | 18 | 8  | +10 | 13 |
| 2   | Sporting        | 6 | 4 | 0 | 2 | 8  | 8  | 0   | 12 |
| 3   | Shaktar Donetsk | 6 | 3 | 0 | 3 | 11 | 7  | +4  | 9  |
| 4   | Basel           | 6 | 0 | 1 | 5 | 2  | 16 | -14 | 1  |

|                 | BAR | BSL | SHK | SPO |
| --------------- | --- | --- | --- | --- |
| Barcelona       | –   | 1-1 | 2-3 | 3-1 |
| Basel           | 0-5 | –   | 1-2 | 0-1 |
| Shaktar Donetsk | 1-2 | 5-0 | –   | 0-1 |
| Sporting        | 2-5 | 2-0 | 1-0 | –   |

| 16. september 2008 20:45 |

| Basel         | 1 – 2   | Shakhtar Donetsk                 |
| ------------- | ------- | -------------------------------- |
| Abraham 90+3' | rapport | Fernandinho 25' · Jádson 45+1' · |

| St. Jakob-Park, Basel Tilskuere: 34,820 Dommer: Terje Hauge (Norway) |

| 16. september 2008 20:45 |

| Barcelona                                 | 3 – 1   | Sporting CP |
| ----------------------------------------- | ------- | ----------- |
| Márquez 21' · Eto'o 60' (str.) · Xavi 87' | rapport | Tonel 72' · |

| Camp Nou, Barcelona Tilskuere: 58,354 Dommer: Laurent Duhamel (France) |

| 1. oktober 2008 20:45 |

| Sporting CP                | 2 – 0   | Basel |
| -------------------------- | ------- | ----- |
| Romagnoli 55' · Derlei 86' | rapport |       |

| Estádio José Alvalade, Lissabon Tilskuere: 22,638 Dommer: Nicola Rizzoli (Italien) |

| 1. oktober 2008 20:45 |

| Shakhtar Donetsk | 1 – 2   | Barcelona          |
| ---------------- | ------- | ------------------ |
| Ilsinho 45'      | rapport | Messi 87', 90+4' · |

| RSK Olimpiyskyi, Donetsk Tilskuere: 25,300 Dommer: Howard Webb (England) |

| 22. oktober 2008 20:45 |

| Shakhtar Donetsk | 0 – 1   | Sporting CP   |
| ---------------- | ------- | ------------- |
|                  | rapport | Liédson 76' · |

| RSK Olimpiyskyi, Donetsk Tilskuere: 23,120 Dommer: Herbert Fandel (Tyskland) |

| 22. oktober 2008 20:45 |

| Basel | 0 – 5   | Barcelona                                             |
| ----- | ------- | ----------------------------------------------------- |
|       | rapport | Messi 4' · Busquets 15' · Bojan 22', 46' · Xavi 48' · |

| St. Jakob-Park, Basel Tilskuere: 37,500 Dommer: Eric Braamhaar (Holland) |

| 4. november 2008 20:45 |

| Sporting CP | 1 – 0   | Shakhtar Donetsk |
| ----------- | ------- | ---------------- |
| Derlei 73'  | rapport |                  |

| Estádio José Alvalade, Lissabon Tilskuere: 24,282 Dommer: Alain Hamer (Luxembourg) |

| 4. november 2008 20:45 |

| Barcelona | 1 – 1   | Basel          |
| --------- | ------- | -------------- |
| Messi 62' | rapport | Derdiyok 82' · |

| Camp Nou, Barcelona Tilskuere: 49,479 Dommer: Alexandru Tudor (Romania) |

| 26. november 2008 20:45 |

| Shakhtar Donetsk                                   | 5 – 0   | Basel |
| -------------------------------------------------- | ------- | ----- |
| Jádson 32', 65', 72' · Willian 50' · Seleznyov 75' | rapport |       |

| RSK Olimpiyskyi, Donetsk Tilskuere: 14,000 Dommer: Kristinn Jakobsson (Iceland) |

| 26. november 2008 20:45 |

| Sporting CP              | 2 – 5   | Barcelona                                                                  |
| ------------------------ | ------- | -------------------------------------------------------------------------- |
| Veloso 65' · Liédson 66' | rapport | Henry 14' · Piqué 17' · Messi 49' · Caneira 67' (sm.) · Bojan 73' (str.) · |

| Estádio José Alvalade, Lissabon Tilskuere: 31,765 Dommer: Matteo Trefoloni (Italien) |

| 9. december 2008 20:45 |

| Basel | 0 – 1   | Sporting CP |
| ----- | ------- | ----------- |
|       | rapport | Djaló 19' · |

| St. Jakob-Park, Basel Tilskuere: 30,248 Dommer: Paul Allaerts (Belgium) |

| 9. december 2008 20:45 |

| Barcelona                   | 2 – 3   | Shakhtar Donetsk                    |
| --------------------------- | ------- | ----------------------------------- |
| Sylvinho 59' · Busquets 83' | rapport | Hladky 31', 58' · Fernandinho 76' · |

| Camp Nou, Barcelona Tilskuere: 22,763 Dommer: Mike Riley (England) |

## Gruppe D
| Pos | Hold                | K | V | U | T | Mf | Mi | +/- | P  |
| --- | ------------------- | - | - | - | - | -- | -- | --- | -- |
| 1   | Liverpool           | 6 | 4 | 2 | 0 | 11 | 5  | +6  | 14 |
| 2   | Atlético Madrid     | 6 | 3 | 3 | 0 | 9  | 4  | +5  | 12 |
| 3   | Olympique Marseille | 6 | 1 | 1 | 4 | 5  | 7  | -2  | 4  |
| 4   | PSV Eindhoven       | 6 | 1 | 0 | 5 | 5  | 14 | -9  | 3  |

|                     | ATL | LIV | OLY | PSV |
| ------------------- | --- | --- | --- | --- |
| Atlético Madrid     | –   | 1–1 | 2–1 | 2–1 |
| Liverpool           | 1–1 | –   | 1-0 | 3–1 |
| Olympique Marseille | 0-0 | 1-2 | –   | 3–0 |
| PSV Eindhoven       | 0–3 | 1-3 | 2–0 | –   |

| 16. september 2008 20:45 |

| PSV Eindhoven | 0 – 3   | Atlético Madrid                |
| ------------- | ------- | ------------------------------ |
|               | rapport | Agüero 9', 36' · Maniche 54' · |

| Philips Stadion, Eindhoven Tilskuere: 29,000 Dommer: Roberto Rosetti (Italien) |

| 16. september 2008 20:45 |

| Marseille | 1 – 2   | Liverpool                 |
| --------- | ------- | ------------------------- |
| Cana 23'  | rapport | Gerrard 26', 32' (str.) · |

| Stade Vélodrome, Marseille Tilskuere: 44,841 Dommer: Konrad Plautz (Austria) |

| 1. oktober 2008 20:45 |

| Liverpool                         | 3 – 1   | PSV Eindhoven    |
| --------------------------------- | ------- | ---------------- |
| Kuyt 4' · Keane 34' · Gerrard 76' | rapport | Koevermans 78' · |

| Anfield, Liverpool Tilskuere: 41,097 Dommer: Felix Brych (Tyskland) |

| 1. oktober 2008 20:45 |

| Atlético Madrid             | 2 – 1   | Marseille   |
| --------------------------- | ------- | ----------- |
| Agüero 4' · Raúl García 22' | rapport | Niang 16' · |

| Vicente Calderón stadion, Madrid Tilskuere: 39,898 Dommer: Tom Henning Øvrebø (Norway) |

| 22. oktober 2008 20:45 |

| Atlético Madrid | 1 – 1   | Liverpool   |
| --------------- | ------- | ----------- |
| Simão 83'       | rapport | Keane 14' · |

| Vicente Calderón stadion, Madrid Tilskuere: 48,769 Dommer: Claus Bo Larsen (Danmark) |

| 22. oktober 2008 20:45 |

| PSV Eindhoven       | 2 – 0   | Marseille |
| ------------------- | ------- | --------- |
| Koevermans 71', 85' | rapport |           |

| Philips Stadion, Eindhoven Tilskuere: 29,000 Dommer: Damir Skomina (Slovenia) |

| 4. november 2008 20:45 |

| Liverpool            | 1 – 1   | Atlético Madrid |
| -------------------- | ------- | --------------- |
| Gerrard 90+5' (str.) | rapport | Rodríguez 37' · |

| Anfield, Liverpool Tilskuere: 42,010 Dommer: Martin Hansson (Sverige) |

| 4. november 2008 20:45 |

| Marseille                 | 3 – 0   | PSV Eindhoven |
| ------------------------- | ------- | ------------- |
| Koné 30' · Niang 63', 71' | rapport |               |

| Stade Vélodrome, Marseille Tilskuere: 48,777 Dommer: Nicola Rizzoli (Italien) |

| 26. november 2008 20:45 |

| Atlético Madrid           | 2 – 1   | PSV Eindhoven    |
| ------------------------- | ------- | ---------------- |
| Simão 14' · Rodríguez 28' | rapport | Koevermans 47' · |

| Vicente Calderón stadion, Madrid Tilskuere: 0 Dommer: Massimo Busacca (Switzerland) |

| 26. november 2008 20:45 |

| Liverpool   | 1 – 0   | Marseille |
| ----------- | ------- | --------- |
| Gerrard 23' | rapport |           |

| Anfield, Liverpool Tilskuere: 40,024 Dommer: Olegário Benquerença (Portugal) |

| 9. december 2008 20:45 |

| PSV Eindhoven | 1 – 3   | Liverpool                             |
| ------------- | ------- | ------------------------------------- |
| Lazović 36'   | rapport | Babel 45+2' · Riera 68' · N'Gog 77' · |

| Philips Stadion, Eindhoven Tilskuere: 33,500 Dommer: Nikolai Ivanov (Russia) |

| 9. december 2008 20:45 |

| Marseille | 0 – 0   | Atlético Madrid |
| --------- | ------- | --------------- |
|           | rapport |                 |

| Stade Vélodrome, Marseille Tilskuere: 49,663 Dommer: Wolfgang Stark (Tyskland) |

## Gruppe E
| Pos | Hold              | K | V | U | T | Mf | Mi | +/- | P  |
| --- | ----------------- | - | - | - | - | -- | -- | --- | -- |
| 1   | Manchester United | 6 | 2 | 4 | 0 | 9  | 3  | +6  | 10 |
| 2   | Villarreal        | 6 | 2 | 3 | 1 | 9  | 7  | +2  | 9  |
| 3   | AaB               | 6 | 1 | 3 | 2 | 9  | 14 | -5  | 6  |
| 4   | Celtic            | 6 | 1 | 2 | 3 | 4  | 7  | -3  | 5  |

|              | AAB | CEL | MAN | VIL |
| ------------ | --- | --- | --- | --- |
| AaB          | –   | 2-1 | 0-3 | 2-2 |
| Celtic       | 0-0 | –   | 1-1 | 2-0 |
| Manchester U | 2-2 | 3-0 | –   | 0-0 |
| Villarreal   | 6-3 | 1-0 | 0-0 | –   |

| 17. september 2008 20:45 |

| Manchester United | 0 – 0   | Villarreal |
| ----------------- | ------- | ---------- |
|                   | rapport |            |

| Old Trafford, Manchester Tilskuere: 74,944 Dommer: Wolfgang Stark (Tyskland) |

| 17. september 2008 20:45 |

| Celtic | 0 – 0   | Aalborg BK |
| ------ | ------- | ---------- |
|        | rapport |            |

| Celtic Park, Glasgow Tilskuere: 58,754 Dommer: Matteo Trefoloni (Italien) |

| 30. september 2008 20:45 |

| Aalborg BK | 0 – 3   | Manchester United                |
| ---------- | ------- | -------------------------------- |
|            | rapport | Rooney 22' · Berbatov 55', 79' · |

| Aalborg Stadion, Aalborg Tilskuere: 10,346 Dommer: Olegário Benquerença (Portugal) |

| 30. september 2008 20:45 |

| Villarreal | 1 – 0   | Celtic |
| ---------- | ------- | ------ |
| Senna 67'  | rapport |        |

| Estadio El Madrigal, Villarreal Tilskuere: 21,515 Dommer: Viktor Kassai (Hungary) |

| 21. oktober 2008 20:45 |

| Villarreal                                                     | 6 – 3   | Aalborg BK                                        |
| -------------------------------------------------------------- | ------- | ------------------------------------------------- |
| Rossi 28' · Capdevila 33' · Llorente 67', 70', 84' · Pirès 79' | rapport | Saganowski 19' · Enevoldsen 36' · Johansson 77' · |

| Estadio El Madrigal, Villarreal Tilskuere: 15,959 Dommer: Florian Meyer (Tyskland) |

| 21. oktober 2008 20:45 |

| Manchester United              | 3 – 0   | Celtic |
| ------------------------------ | ------- | ------ |
| Berbatov 30', 51' · Rooney 76' | rapport |        |

| Old Trafford, Manchester Tilskuere: 74,655 Dommer: Frank De Bleeckere (Belgium) |

| 5. november 2008 20:45 |

| Aalborg BK          | 2 – 2   | Villarreal               |
| ------------------- | ------- | ------------------------ |
| Curth 54' · Due 81' | rapport | Rossi 41' · Franco 75' · |

| Aalborg Stadion, Aalborg Tilskuere: 10,355 Dommer: Bertrand Layec (France) |

| 5. november 2008 20:45 |

| Celtic       | 1 – 1   | Manchester United |
| ------------ | ------- | ----------------- |
| McDonald 13' | rapport | Giggs 84' ·       |

| Celtic Park, Glasgow Tilskuere: 58,903 Dommer: Tom Henning Øvrebø (Norway) |

| 25. november 2008 20:45 |

| Villarreal | 0 – 0   | Manchester United |
| ---------- | ------- | ----------------- |
|            | rapport |                   |

| Estadio El Madrigal, Villarreal Tilskuere: 22,529 Dommer: Roberto Rosetti (Italien) |

| 25. november 2008 20:45 |

| Aalborg BK                    | 2 – 1   | Celtic       |
| ----------------------------- | ------- | ------------ |
| Cacá 73' · Caldwell 87' (sm.) | rapport | Robson 53' · |

| Aalborg Stadion, Aalborg Tilskuere: 10,096 Dommer: Konrad Plautz (Austria) |

| 10. december 2008 20:45 |

| Manchester United     | 2 – 2   | Aalborg BK                   |
| --------------------- | ------- | ---------------------------- |
| Tévez 3' · Rooney 52' | rapport | Jakobsen 31' · Curth 45+2' · |

| Old Trafford, Manchester Tilskuere: 74,382 Dommer: Laurent Duhamel (France) |

| 10. december 2008 20:45 |

| Celtic                      | 2 – 0   | Villarreal |
| --------------------------- | ------- | ---------- |
| Maloney 14' · McGeady 45+2' | rapport |            |

| Celtic Park, Glasgow Tilskuere: 58,014 Dommer: Claudio Circhetta (Switzerland) |

## Gruppe F
| Pos | Hold            | K | V | U | T | Mf | Mi | +/- | P  |
| --- | --------------- | - | - | - | - | -- | -- | --- | -- |
| 1   | Bayern München  | 6 | 4 | 2 | 0 | 12 | 4  | +8  | 14 |
| 2   | Lyon            | 6 | 3 | 2 | 1 | 14 | 10 | +4  | 11 |
| 3   | Fiorentina      | 6 | 1 | 3 | 2 | 5  | 8  | -3  | 6  |
| 4   | Steaua Bukarest | 6 | 0 | 1 | 5 | 3  | 12 | -9  | 1  |

|                 | BAY | FIO | LYO | STE |
| --------------- | --- | --- | --- | --- |
| Bayern München  | –   | 3-0 | 1–1 | 3-0 |
| Fiorentina      | 1-1 | –   | 1–2 | 0-0 |
| Lyon            | 2–3 | 2-0 | –   | 2-0 |
| Steaua Bukarest | 0-1 | 0–1 | 3-5 | –   |

| 17. september 2008 20:45 |

| Steaua Bucureşti | 0 – 1   | Bayern München   |
| ---------------- | ------- | ---------------- |
|                  | rapport | Van Buyten 15' · |

| Stadionul Steaua, Bucharest Tilskuere: 13,379 Dommer: Claus Bo Larsen (Danmark) |

| 17. september 2008 20:45 |

| Lyon                        | 2 – 2   | Fiorentina           |
| --------------------------- | ------- | -------------------- |
| Piquionne 73' · Benzema 86' | rapport | Gilardino 12', 42' · |

| Stade de Gerland, Lyon Tilskuere: 43,000 Dommer: Peter Fröjdfeldt (Sverige) |

| 30. september 2008 20:45 |

| Fiorentina | 0 – 0   | Steaua Bucureşti |
| ---------- | ------- | ---------------- |
|            | rapport |                  |

| Stadio Artemio Franchi, Florence Tilskuere: 25,383 Dommer: Mike Riley (England) |

| 30. september 2008 20:45 |

| Bayern München | 1 – 1   | Lyon                   |
| -------------- | ------- | ---------------------- |
| Zé Roberto 52' | rapport | Demichelis 25' (sm.) · |

| Allianz Arena, München Tilskuere: 64,000 Dommer: Kyros Vassaras (Greece) |

| 21. oktober 2008 20:45 |

| Bayern München                                 | 3 – 0   | Fiorentina |
| ---------------------------------------------- | ------- | ---------- |
| Klose 4' · Schweinsteiger 25' · Zé Roberto 90' | rapport |            |

| Allianz Arena, München Tilskuere: 66,000 Dommer: Olegário Benquerença (Portugal) |

| 21. oktober 2008 20:45 |

| Steaua Bucureşti                   | 3 – 5   | Lyon                                             |
| ---------------------------------- | ------- | ------------------------------------------------ |
| Arthuro 8' · Goian 11' · Petre 45' | rapport | Keïta 23' · Benzema 33', 71' · Fred 69', 90+2' · |

| Stadionul Steaua, Bucharest Tilskuere: 15,239 Dommer: Grzegorz Gilewski (Poland) |

| 5. november 2008 20:45 |

| Fiorentina | 1 – 1   | Bayern München |
| ---------- | ------- | -------------- |
| Mutu 11'   | rapport | Borowski 78' · |

| Stadio Artemio Franchi, Florence Tilskuere: 37,034 Dommer: Alberto Undiano Mallenco (Spanien) |

| 5. november 2008 20:45 |

| Lyon                         | 2 – 0   | Steaua Bucureşti |
| ---------------------------- | ------- | ---------------- |
| Juninho 44' · Réveillère 89' | rapport |                  |

| Stade de Gerland, Lyon Tilskuere: 37,243 Dommer: Manuel Mejuto González (Spanien) |

| 25. november 2008 20:45 |

| Bayern München            | 3 – 0   | Steaua Bucureşti |
| ------------------------- | ------- | ---------------- |
| Klose 57', 71' · Toni 61' | rapport |                  |

| Allianz Arena, München Tilskuere: 64,000 Dommer: Eric Braamhaar (Netherlands) |

| 25. november 2008 20:45 |

| Fiorentina    | 1 – 2   | Lyon                       |
| ------------- | ------- | -------------------------- |
| Gilardino 45' | rapport | Makoun 15' · Benzema 27' · |

| Stadio Artemio Franchi, Florence Tilskuere: 23,736 Dommer: Viktor Kassai (Hungary) |

| 10. december 2008 20:45 |

| Steaua Bucureşti | 0 – 1   | Fiorentina      |
| ---------------- | ------- | --------------- |
|                  | rapport | Gilardino 66' · |

| Stadionul Steaua, Bucharest Tilskuere: 14,862 Dommer: Luis Medina Cantalejo (Spanien) |

| 10. december 2008 20:45 |

| Lyon                    | 2 – 3   | Bayern München                |
| ----------------------- | ------- | ----------------------------- |
| Govou 52' · Benzema 68' | rapport | Klose 11', 37' · Ribéry 34' · |

| Stade de Gerland, Lyon Tilskuere: 38,349 Dommer: Howard Webb (England) |

## Gruppe G
| Pos | Hold        | K | V | U | T | Mf | Mi | +/- | P  |
| --- | ----------- | - | - | - | - | -- | -- | --- | -- |
| 1   | Porto       | 6 | 5 | 0 | 1 | 12 | 4  | +8  | 15 |
| 2   | Arsenal     | 6 | 3 | 2 | 1 | 8  | 6  | +2  | 11 |
| 3   | Dynamo Kyiv | 6 | 2 | 1 | 3 | 3  | 6  | -3  | 7  |
| 4   | Fenerbahçe  | 6 | 0 | 1 | 5 | 7  | 14 | -7  | 1  |

|             | ARS | DYN | FEN | POR |
| ----------- | --- | --- | --- | --- |
| Arsenal     | –   | 1-0 | 0-0 | 4-0 |
| Dynamo Kyiv | 1-1 | –   | 1–0 | 1-2 |
| Fenerbahçe  | 2-5 | 0-0 | –   | 1-2 |
| Porto       | 2–0 | 0–1 | 3–1 | –   |

| 17. september 2008 20:45 |

| Porto                                 | 3 – 1   | Fenerbahçe  |
| ------------------------------------- | ------- | ----------- |
| Lisandro 10' · Lucho 13' · Lino 90+2' | rapport | Güiza 29' · |

| Estádio do Dragão, Porto Tilskuere: 38,709 Dommer: Bertrand Layec (France) |

| 17. september 2008 20:45 |

| Dynamo Kyiv         | 1 – 1   | Arsenal      |
| ------------------- | ------- | ------------ |
| Bangoura 64' (str.) | rapport | Gallas 88' · |

| Lobanovsky Dynamo stadion, Kyiv Tilskuere: 16,800 Dommer: Luis Medina Cantalejo (Spanien) |

| 30. september 2008 20:45 |

| Arsenal                                        | 4 – 0   | Porto |
| ---------------------------------------------- | ------- | ----- |
| van Persie 31', 48' · Adebayor 40', 71' (str.) | rapport |       |

| Emirates stadion, London Tilskuere: 59,623 Dommer: Herbert Fandel (Tyskland) |

| 30. september 2008 20:45 |

| Fenerbahçe | 0 – 0   | Dynamo Kyiv |
| ---------- | ------- | ----------- |
|            | rapport |             |

| Şükrü Saracoğlu stadion, Istanbul Tilskuere: 35,112 Dommer: Thomas Einwaller (Austria) |

| 21. oktober 2008 20:45 |

| Fenerbahçe                      | 2 – 5   | Arsenal                                                            |
| ------------------------------- | ------- | ------------------------------------------------------------------ |
| Silvestre 19' (sm.) · Güiza 78' | rapport | Adebayor 10' · Walcott 11' · Diaby 22' · Song 49' · Ramsey 90+4' · |

| Şükrü Saracoğlu stadion, Istanbul Tilskuere: 42,619 Dommer: Peter Fröjdfeldt (Sverige) |

| 21. oktober 2008 20:45 |

| Porto | 0 – 1   | Dynamo Kyiv  |
| ----- | ------- | ------------ |
|       | rapport | Aliyev 27' · |

| Estádio do Dragão, Porto Tilskuere: 32,209 Dommer: Terje Hauge (Norway) |

| 5. november 2008 20:45 |

| Arsenal | 0 – 0   | Fenerbahçe |
| ------- | ------- | ---------- |
|         | rapport |            |

| Emirates stadion, London Tilskuere: 60,003 Dommer: Roberto Rosetti (Italien) |

| 5. november 2008 20:45 |

| Dynamo Kyiv   | 1 – 2   | Porto                       |
| ------------- | ------- | --------------------------- |
| Milevskiy 21' | rapport | Rolando 69' · Lucho 90+2' · |

| Lobanovsky Dynamo stadion, Kyiv Tilskuere: 16,300 Dommer: Konrad Plautz (Austria) |

| 25. november 2008 20:45 |

| Fenerbahçe         | 1 – 2   | Porto               |
| ------------------ | ------- | ------------------- |
| Kazim-Richards 63' | rapport | Lisandro 19', 28' · |

| Şükrü Saracoğlu stadion, Istanbul Tilskuere: 38,120 Dommer: Alberto Undiano Mallenco (Spanien) |

| 25. november 2008 20:45 |

| Arsenal      | 1 – 0   | Dynamo Kyiv |
| ------------ | ------- | ----------- |
| Bendtner 87' | rapport |             |

| Emirates stadion, London Tilskuere: 59,374 Dommer: Alain Hamer (Luxembourg) |

| 10. december 2008 20:45 |

| Porto                          | 2 – 0   | Arsenal |
| ------------------------------ | ------- | ------- |
| Bruno Alves 39' · Lisandro 54' | rapport |         |

| Estádio do Dragão, Porto Tilskuere: 37,602 Dommer: Kyros Vassaras (Greece) |

| 10. december 2008 20:45 |

| Dynamo Kyiv  | 1 – 0   | Fenerbahçe |
| ------------ | ------- | ---------- |
| Eremenko 20' | rapport |            |

| Lobanovsky Dynamo stadion, Kyiv Tilskuere: 14,000 Dommer: Florian Meyer (Tyskland) |

## Gruppe H
| Pos | Hold                 | K | V | U | T | Mf | Mi | +/- | P  |
| --- | -------------------- | - | - | - | - | -- | -- | --- | -- |
| 1   | Juventus             | 6 | 3 | 3 | 0 | 7  | 3  | +4  | 12 |
| 2   | Real Madrid          | 6 | 4 | 0 | 2 | 9  | 5  | +4  | 12 |
| 3   | Zenit St. Petersborg | 6 | 1 | 2 | 3 | 4  | 7  | -3  | 5  |
| 4   | Bate                 | 6 | 0 | 3 | 3 | 3  | 8  | -5  | 3  |

|             | BAT | JUV | RM  | ZNT |
| ----------- | --- | --- | --- | --- |
| Bate        | –   | 2–2 | 0-1 | 0-2 |
| Juventus    | 0-0 | –   | 2-1 | 1-0 |
| Real Madrid | 2-0 | 0-2 | –   | 3-0 |
| Zenit       | 1-1 | 0-0 | 1-2 | –   |

| 17. september 2008 20:45 |

| Juventus      | 1 – 0   | Zenit St. Petersburg |
| ------------- | ------- | -------------------- |
| Del Piero 76' | rapport |                      |

| Stadio Olimpico di Torino, Turin Tilskuere: 20,853 Dommer: Frank De Bleeckere (Belgium) |

| 17. september 2008 20:45 |

| Real Madrid                    | 2 – 0   | BATE Borisov |
| ------------------------------ | ------- | ------------ |
| Ramos 11' · van Nistelrooy 57' | rapport |              |

| Santiago Bernabéu Stadion, Madrid Tilskuere: 55,099 Dommer: Alain Hamer (Luxembourg) |

| 30. september 2008 18:30 |

| Zenit St. Petersburg | 1 – 2   | Real Madrid                             |
| -------------------- | ------- | --------------------------------------- |
| Danny 25'            | rapport | Hubočan 4' (sm.) · van Nistelrooy 31' · |

| Petrovsky stadion, Saint Petersburg Tilskuere: 21,075 Dommer: Massimo Busacca (Switzerland) |

| 30. september 2008 20:45 |

| BATE Borisov                | 2 – 2   | Juventus              |
| --------------------------- | ------- | --------------------- |
| Kryvets 17' · Stasevich 23' | rapport | Iaquinta 29', 45+3' · |

| Dinamo stadion, Minsk Tilskuere: 31,400 Dommer: Martin Atkinson (England) |

| 21. oktober 2008 18:30 |

| Zenit St. Petersburg | 1 – 1   | BATE Borisov      |
| -------------------- | ------- | ----------------- |
| Tekke 80'            | rapport | Nyakhaychyk 52' · |

| Petrovsky stadion, Saint Petersburg Tilskuere: 19,500 Dommer: Pedro Proença (Portugal) |

| 21. oktober 2008 20:45 |

| Juventus                  | 2 – 1   | Real Madrid          |
| ------------------------- | ------- | -------------------- |
| Del Piero 5' · Amauri 49' | rapport | van Nistelrooy 66' · |

| Stadio Olimpico di Torino, Turin Tilskuere: 25,813 Dommer: Wolfgang Stark (Tyskland) |

| 5. november 2008 20:45 |

| BATE Borisov | 0 – 2   | Zenit St. Petersburg           |
| ------------ | ------- | ------------------------------ |
|              | rapport | Pogrebnyak 34' · Danny 90+4' · |

| Dinamo stadion, Minsk Tilskuere: 28,793 Dommer: Stéphane Lannoy (Frankrig) |

| 5. november 2008 20:45 |

| Real Madrid | 0 – 2   | Juventus             |
| ----------- | ------- | -------------------- |
|             | rapport | Del Piero 17', 67' · |

| Santiago Bernabéu Stadion, Madrid Tilskuere: 71,560 Dommer: Pieter Vink (Netherlands) |

| 25. november 2008 18:30 |

| Zenit St. Petersburg | 0 – 0   | Juventus |
| -------------------- | ------- | -------- |
|                      | rapport |          |

| Petrovsky stadion, Saint Petersburg Tilskuere: 20,155 Dommer: Claus Bo Larsen (Danmark) |

| 25. november 2008 20:45 |

| BATE Borisov | 0 – 1   | Real Madrid |
| ------------ | ------- | ----------- |
|              | rapport | Raúl 7' ·   |

| Dinamo stadion, Minsk Tilskuere: 30,500 Dommer: Terje Hauge (Norway) |

| 10. december 2008 20:45 |

| Juventus | 0 – 0   | BATE Borisov |
| -------- | ------- | ------------ |
|          | rapport |              |

| Stadio Olimpico di Torino, Turin Tilskuere: 5,753 Dommer: Costas Kapitanis (Cypern) |

| 10. december 2008 20:45 |

| Real Madrid                | 3 – 0   | Zenit St. Petersburg |
| -------------------------- | ------- | -------------------- |
| Raúl 25', 57' · Robben 50' | rapport |                      |

| Santiago Bernabéu Stadion, Madrid Tilskuere: 46,265 Dommer: Jonas Eriksson (Sverige) |